# Ejército de Honduras
L'Ejército de Honduras è una delle tre armi delle forze armate dell'Honduras, come richiesto dalla Costituzione dell'Honduras (1982) e nell'articolo 273 sono organizzate come segue: Le Forze Armate saranno costituite sotto forma di Alto Comando, Esercito, Aeronautica, Marina, Forza di Pubblica Sicurezza e organismi per determinare il suo atto costitutivo. I cittadini di età compresa tra i 18 e i 30 anni rendono il servizio militare su base volontaria in tempo di pace, sotto forma di un sistema educativo, sociale, umanistico e democratico. Lo Stato ha il potere di richiamarli, in conformità con la legge sul servizio militare. In caso di guerra internazionale, i soldati sono tutti gli honduregni in grado di difendere e servire il paese.

## Storia
L'esercito dell'Honduras ha le sue radici nella fase pre e post indipendenza vivendo nei secoli XVIII e XIX. Nel 1831 venne fondata la prima Escuela Militar nella Caserma San Francisco, un antico convento, poi nel 1865 come presidente il generale di brigata José Santos Guardiola, diplomato alla scuola militare, fece un tentativo di creare una forza navale in Honduras. Nel 1895, durante la presidenza del dottor Policarpo Bonilla, il regolamento di reclutamento stimava che in Honduras 18.328 soldati erano di prima classe e circa 7074 di riserva; questo venne superato dalla relazione del Congresso nazionale dell'Honduras che stimò che le milizie erano aumentate da 34,442 nel 1896 a 36.686 soldati nel 1897 e nel 1898, divisi in 67 battaglioni attivi e 22 di riserva. Nel 1909 venne fondata la Escuela de Cabos y Sargentos, al fine di avviare la dottrina militare organizzata, poi nel 1917 venne istituita la Escuela Militar Nacional per addestrare gli allievi e gli ufficiali per l'esercito, questa scuola aveva sede nella regione di Toncontín, più tardi nel 1932 il presidente dottor Vicente Mejia Colindres fondò la Escuela Nacional de Aviación in base alla quale l'Honduras doveva essere modernizzato da altri paesi dell'America centrale e il modo migliore era quello di avere i propri piloti di aerei, questa scuola venne chiamata dal presidente e generale dr. Tiburcio Carías Andino come Escuela Militar de Aviación. Nel 1937 apparve il Corpo Mitragliatrici in quanto queste erano essenziali sia in difesa che in attacco e nel 1946 venne creata la Escuela Básica de Armas, successivamente nel 1949 il presidente Carias Andino riorganizzò la Escuela de Cabos y Sargentos e la dottrina militare che veniva utilizzata nelle forze armate degli Stati Uniti e non la scuola militare prussiana, nel 1952 divenne la Escuela Militar Francisco Morazán, essendo presidente Juan Manuel Galvez e nel 1959 venne chiamata come Academia Militar de Honduras General Francisco Morazán, primo centro di studi per gli ufficiali delle forze armate, successivamente venne fondata l'Academia Naval de Honduras nel 1976 e con sede a Puerto Cortés e La Ceiba.
L'arma operativa terrestre è l'esercito, che si compone di circa 30.000 soldati (1982), suddivisi in 3 brigate di fanteria, quattro battaglioni di artiglieria, un reggimento di cavalleria corazzata, un Battaglione del Genio, un comando di supporto logistico, Scuole di Fanteria, di Applicazione degli ufficiali, di Paracadutismo e di Comunicazione e lo Stato Maggiore Congiunto composto dall'Aeronautica, dalla Marina, dall'Esercito e dalla Polizia Nazionale.

## Organizzazione dell'Ejército de Honduras
- Comando generale dell'esercito;
- Stato maggiore dell'esercito;
- ispettore generale dell'esercito;
- centri di studi militari dell'esercito;
- unità di combattimento;
- unità di supporto di combattimento; e,
- unità di supporto di servizio di combattimento.[6]

Scala gerarchica dell'Ejército de Honduras  
- ufficiali generali:
  - teniente general (in tempo di guerra);
  - general de división; e,
  - general de brigada:
- ufficiali superiori:
  - coronel;
  - teniente coronel; e,
  - mayor.
- ufficiali subalterni:
  - capitán;
  - teniente; e,
  - sub-teniente.
- sottufficiali
  - sargento mayor comando iii;
  - sargento mayor comando ii;
  - sargento mayor comando i:
  - sargento primero;
  - sargento segundo; e,
  - sargento raso;
- personale di truppa:
  - sargento mayor;
  - sargento primero;
  - sargento segundo;
  - sargento raso;
  - cabo;
  - soldado; e
- personal de tropa.

## Armi
Le armi dell'esercito sono divisi per funzione, come segue:
- armi di combattimento
  - fanteria
  - cavalleria
  - forze speciali
- armi di supporto di combattimento
  - artiglieria
  - genio
  - comunicazioni
  - intelligence militare
- armi di servizio di supporto di combattimento
  - materiale bellico
  - amministrazione
  - sanità
  - giustizia militare
  - affari civili

### Fanteria
La fanteria era provvista della sua arma avanzata, un fucile regolamentare, una baionetta, un kit di sopravvivenza, ecc. Era divisa in brigate, battaglioni, plotoni e squadroni; collocata in colonne come nelle antiche campagne romane, con l'uso delle armi da fuoco i fanti si preparavano contro il nemico, poi la prima fila sparava per prima, seguita dalla seconda, dalla terza e così via. Nelle campagne e nei principali successi nel XVI secolo, con l'impiego di proiettili e della polvere da sparo del fucile a canna liscia, uno dei primi fucili utilizzati fu il Remington a carica semplice, un altro era il M1 Garand. Poi tutto cambiò con l'uso dell'attacco a sorpresa utilizzato dai tedeschi nella seconda guerra mondiale e vennero utilizzate armi automatiche e semi-automatiche.

### Artiglieria
È la fanteria incaricata dell'uso di attacco o di difesa con colpi di mortaio, proiettili di artiglieria, razzi, missili, ecc. Nelle FF. AA. dell'Honduras vi sono quattro battaglioni di artiglieria.

### Cavalleria
Secondo la storia nazionale dell'Honduras, il reggimento di cavalleria dell'esercito della Provincia di Comayagua (Honduras) ha le sue origini nella metà del XVIII secolo, con l'organizzazione di un "Corpo di granatieri a cavallo" che aveva la sua sede nella città di Santa María de la Nueva Valladolid de Comayagua. Al soldato di questo corpo veniva insegnata l'istruzione delle armi, che insieme ai suoi cavalli precedentemente addestrati diventava un corpo unico di unità per sostenere una battaglia. Nel XIX secolo venne creato il "Cavalleria Morazanica" che combatté a fianco dell'eroe nazionale generale Francisco Morazan e si distinse come struttura militare in base alla mobilità avanzata e alle funzionalità presentate in battaglie. All'inizio del XX secolo era una priorità nell'alto comando militare della nazione, formavano un'unità di cavalleria motorizzata, vedendo l'esempio accaduto nella prima guerra mondiale con l'uso di carri armati. A questo proposito, la cavalleria corazzata era necessaria a causa della mobilità e della potenza delle battaglie rappresentate che ad esempio aveva Honduras nella guerra condotta contro El Salvador nel 1969; il cui caso venne emesso l'Accordo No. 86 del 6 gennaio 1977. Mediante il quale venne creato la prima "Unità di Cavalleria" che si chiamava "Raggruppamento Meccanizzato", con i suoi rispettivi ufficiali e truppe raccolte da diverse unità di fanteria dell'esercito. L'unità aveva 12 veicoli del modello RBY-MK-1, realizzato in Israele; la sede era nel Comando di Supporto Logistico delle Forze Armate. Più tardi, con l'Accordo n° 0344 del 24 febbraio 1977, si riformò il n° 86 in cui il nome "Raggruppamento Meccanizzato" veniva cambiato con "Squadrone di Ricognizione". Successivamente l'Accordo n° 0135 del 1981 modificò nuovamente il nome da "Squadrone di Ricognizione"  a "Reggimento di Cavalleria Corazzata". Nel marzo 1981 vennero acquistati i carri armati di fabbricazione inglese Scorpion, Sultan e Scimitar, con i quali aumentarono i carri armati d'assalto. Sempre nel 1981 iniziò la costruzione di una base sede per il reggimento; il progetto coinvolse il 60% di ufficiali e soldati delle Forze Armate; e il 12 dicembre la Cavalleria si trasferì nella nuova sede situata nel villaggio di El Ocotal, dipartimento di Francisco Morazan. Nel febbraio del 1983 avvenne la minaccia dell'esercito sandinista della Repubblica del Nicaragua al confine sud-orientale con questo paese; L'alto comando dell'esercito honduregno in risposta all'aggressione ordinò il trasferimento del Secondo Squadrone di Cavalleria alle strutture della 101ª Brigata di Fanteria, poi il 29 aprile 1983, lo Squadrone venne trasferito alla città di Salamer nel dipartimento di Valle, per respingere qualsiasi attacco imminente del paese vicino e del FMLN (Fronte Farabundo Martí per la Liberazione Nazionale) di fronte agli attacchi notturni contro le truppe governative di El Salvador a volte al limite del confine con l'Honduras; alla fanteria dell'Honduras venne assegnato un plotone di carri armati che chiamarono "Distaccamento Corazzato" al fine di dare maggiore capacità operativa che nel 1984 aumentò supportato con una batteria di artiglieria e nel giugno dello stesso anno ricevette 72 carri armati Saladin di produzione inglese, nell'anno 1985 venne emesso l'Accordo n° 0019 in cui il RCB (Reggimento di Cavalleria Corazzata) venne organizzato in 6 sotto-unità di manovra ed un'unità di supporto e di servizio. Nel 1987 l'alto comando decise una nuova divisione nel RCB e mediante l'Accordo n° 203 vennero creati il 1º ed il 2º Reggimento di Cavalleria Corazzata, trasferendo il 9 febbraio 1987 il 2° RCB nel dipartimento di Choluteca dove oggi si trovano la base d'addestramento e delle operazioni che si chiama "RECABLIN".

## Organizzazione
- Unità indipendenti:
  - Décimo Batallón de Infantería
  - Primer Batallón de Ingenieros Militares
  - Comando de Apoyo Logístico del Ejército (CALE)
- 101 Brigada
  - Décimo Primer Batallón de Infantería
  - Cuarto Batallón de Artillería de Campaña
  - Primer Regimiento de Caballería Blindada (RECABLIN)
- 105 Brigada
  - Tercer Batallón de Infantería
  - Cuarto Batallón de Infantería
  - Décimo Cuarto Batallón de Infantería
  - Segundo Batallón de Artillería de Campaña
- 110 Brigada
  - Sexto Batallón de Infantería
  - Noveno Batallón de Infantería
  - Primer Batallón de Comunicaciones
- 115 Brigada
  - Quinto Batallón de Infantería
  - Décimo Quinto Batallón de Infantería
  - Décimo Sexto Batallón de Infantería
  - Centro de Adiestramiento Militar del Ejército (CAME)
- 120 Brigada
  - Séptimo Batallón de Infantería
  - Décimo Segundo Batallón de Infantería
- Comando de Operaciones Especiales (COES)
  - Primer Batallón de Infantería
  - Segundo Batallón de Infantería (Agrupamiento Táctico Especial, ATE)
  - Primer Batallón de Artillería de Campaña
  - Primer Batallón de Fuerzas Especiales

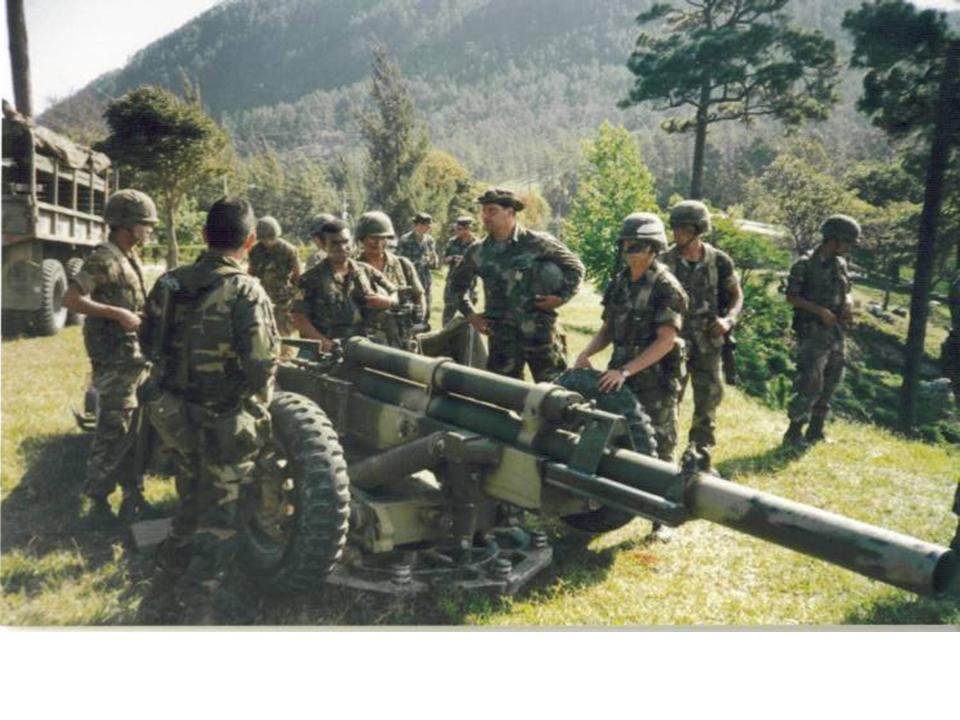
Artiglieri dell'esercito honduregno con istruttori americani nell'esercitazione pratica 5206a Field Artillery a Zambrano.

## Unità distaccate

### Infantería Aerotransportada Paracaidismo y Comunicaciones
Viene lanciata con i paracadute in un certo punto del territorio, da un aereo in volo (aereo, elicottero) guadagnando terreno con grande velocità e mobilità, lo spostamento è il fiore all'occhiello dell'altro reggimento e dei battaglioni.

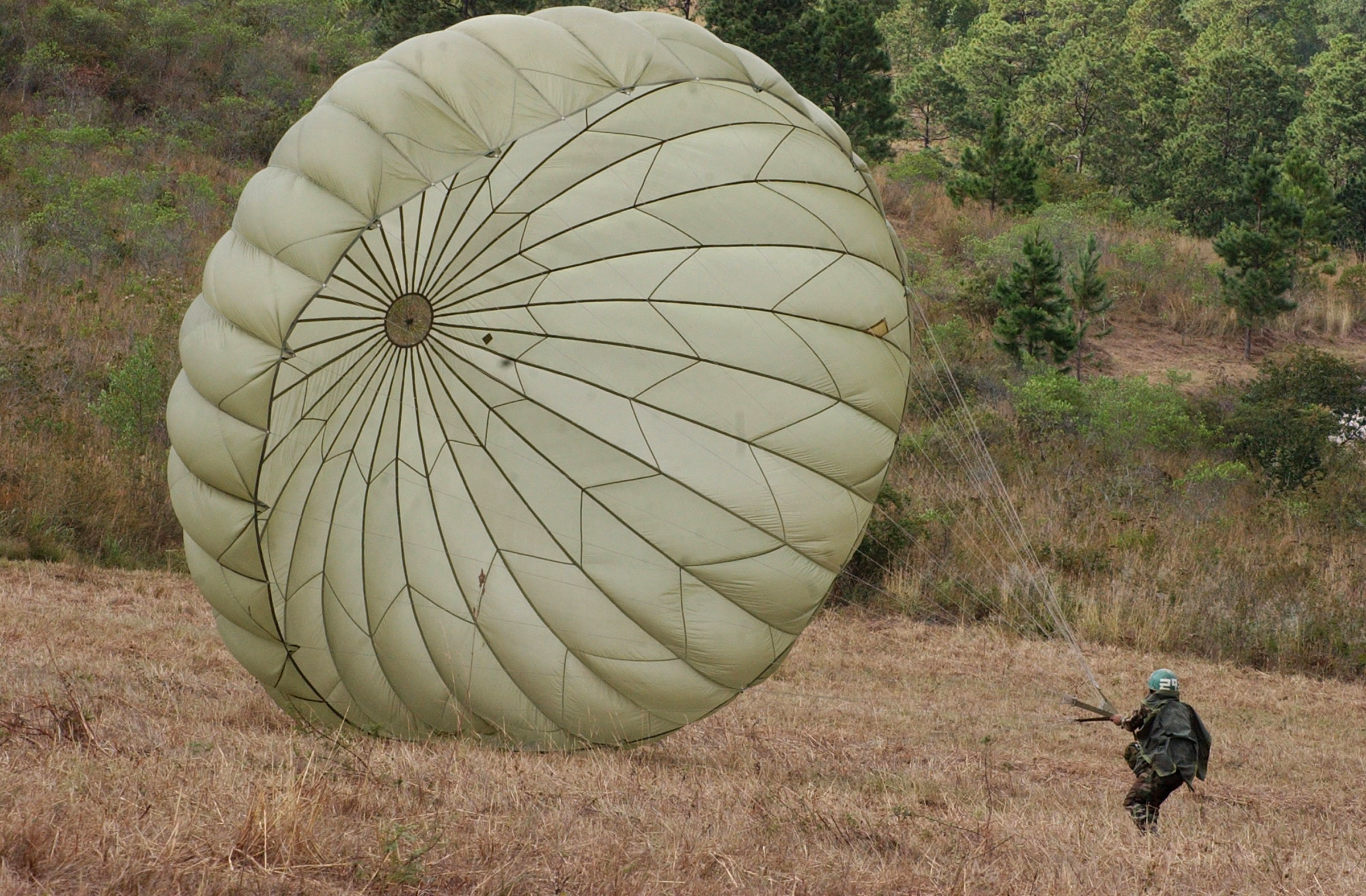
Paracadutista honduregno tocca terra in esercitazioni pratiche.

### Guardia de Honor Presidencial (GHP)
La Guardia de Honor Presidencial ha la responsabilità di garantire la sicurezza del Presidente della Repubblica, nella sua residenza, nella casa presidenziale, all'interno e all'esterno del paese. Con gli agenti di sicurezza presidenziali forma una squadra.

### Unità TESON
Si tratta di un corpo d'élite delle Forze Armate dell'Honduras, la sua sigla significa: Tropa Especializadas en Selvas y Operaciones Nocturnas; è stata creata con istruttori delle forze speciali e dei Rangers americani ad agire in tutti i tipi di condizioni estreme e avverse.

### Batallón 3-16
Fu un gruppo specializzato d'intelligence e controspionaggio che ebbe le sue prestazioni nei decenni degli anni '80 fondata secondo il 'Trattato di esercitazioni militari' tra Stati Uniti e Honduras. La squadra venne composta correttamente da ufficiali scelti e addestrati da agenti della CIA e del Colegio Militar de la Nación, il suo lavoro durante la "guerra fredda" fu quello di profilare, perquisire e sequestrare presunti traditori della patria e della libertà democratica, come spie comuniste o infiltrati di stanza nel paese.
Anche se i sostenitori dei diritti umani, compresi gli uffici decentrati COFADEH e CODEH, che consideravano il Batallón 3-16 una squadra della morte, attribuivano più di 100 dispersi di civili.

## Riservisti del Ejército
All'interno delle riserve delle forze armate dell'Honduras, vi sono tutte quei honduregni che hanno servito il paese con il servizio militare, gli altri che hanno tra i 18-45 anni possono prestarsi a qualsiasi esigenza.

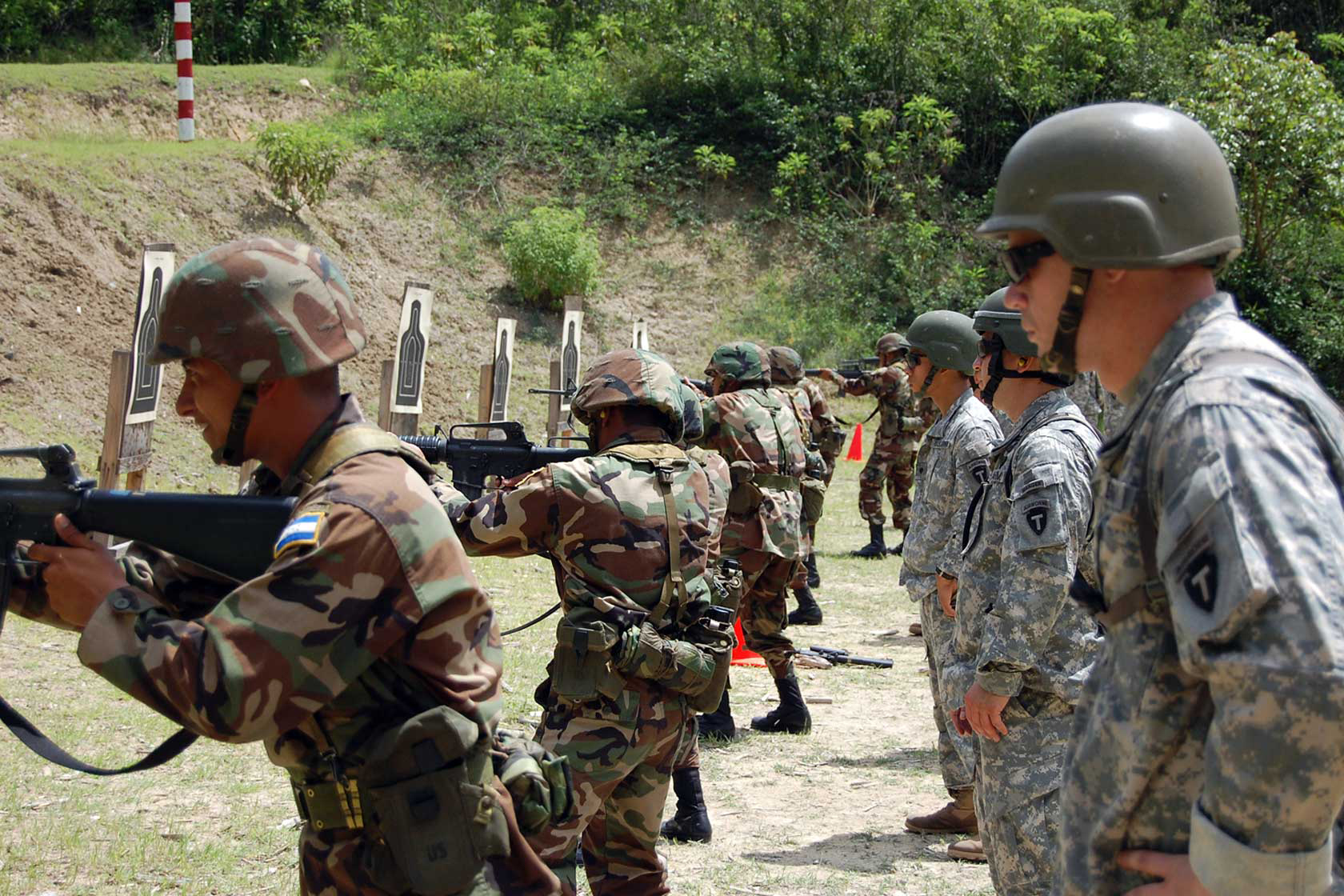
Istruttori della 36th Infantry Division in esercitazioni pratiche di tiro con soldati honduregni

### Veterani di Guerra
Quando avvenne la guerra contro El Salvador o "guerra del calcio" nel 1969, le forze armate avevano un piccolo numero di soldati, tanti civili, donne e uomini che erano pronti a combattere e difendere la patria, così sono ora riconosciuti da un'organizzazione chiamata "veterani di guerra".

## Inventario di veicoli blindati
- FV101 Scorpion - 19 unità.
- FV107 Scimitar - 3 unità
- FV105 Sultan - 1 unità
- RBY Mk 1 - 16 unità
- FV601 Saladin - 69 unità

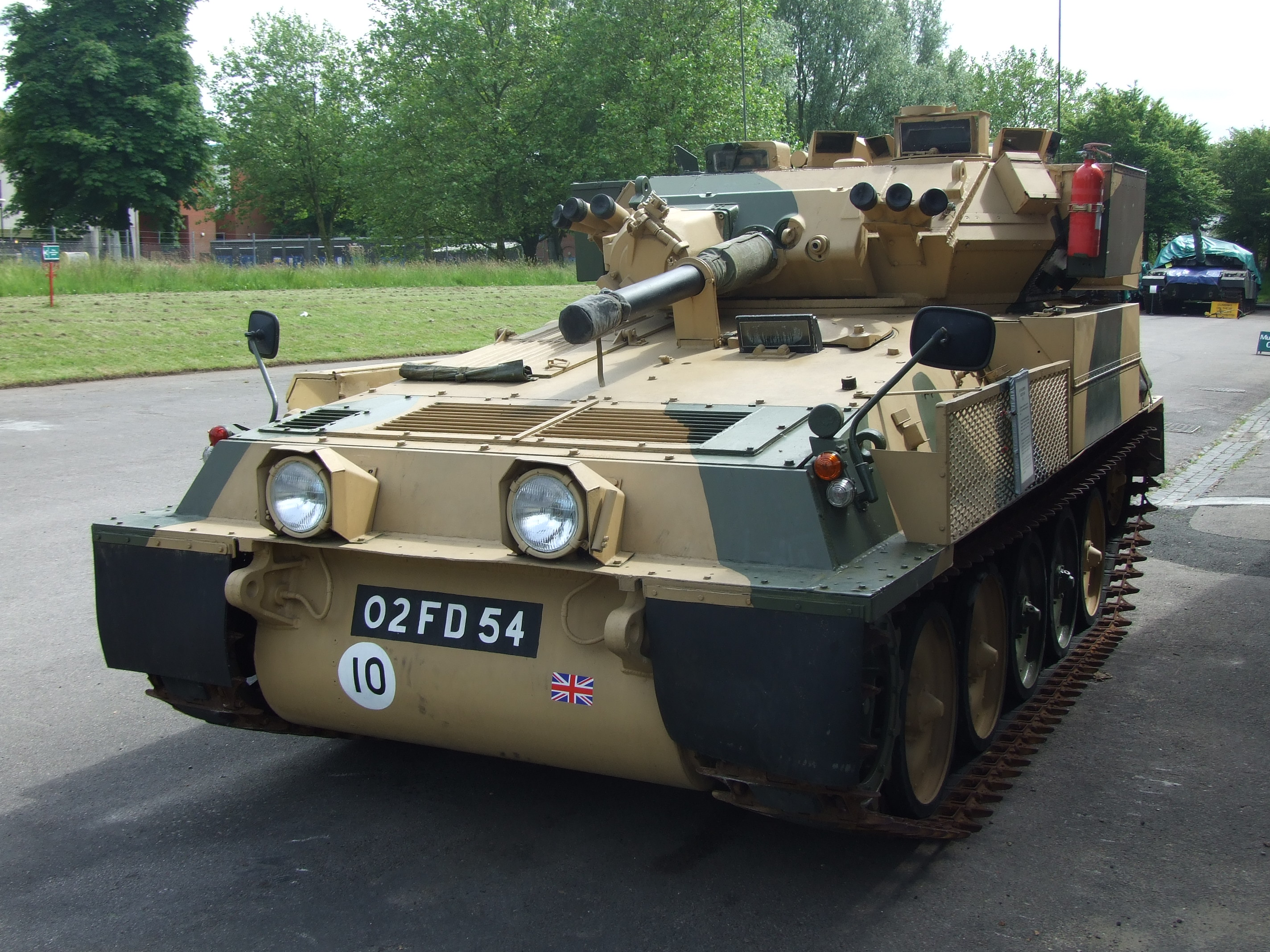
Carro armato leggero Scorpion, simile a quelli tenuti operativi dalle FFAAH

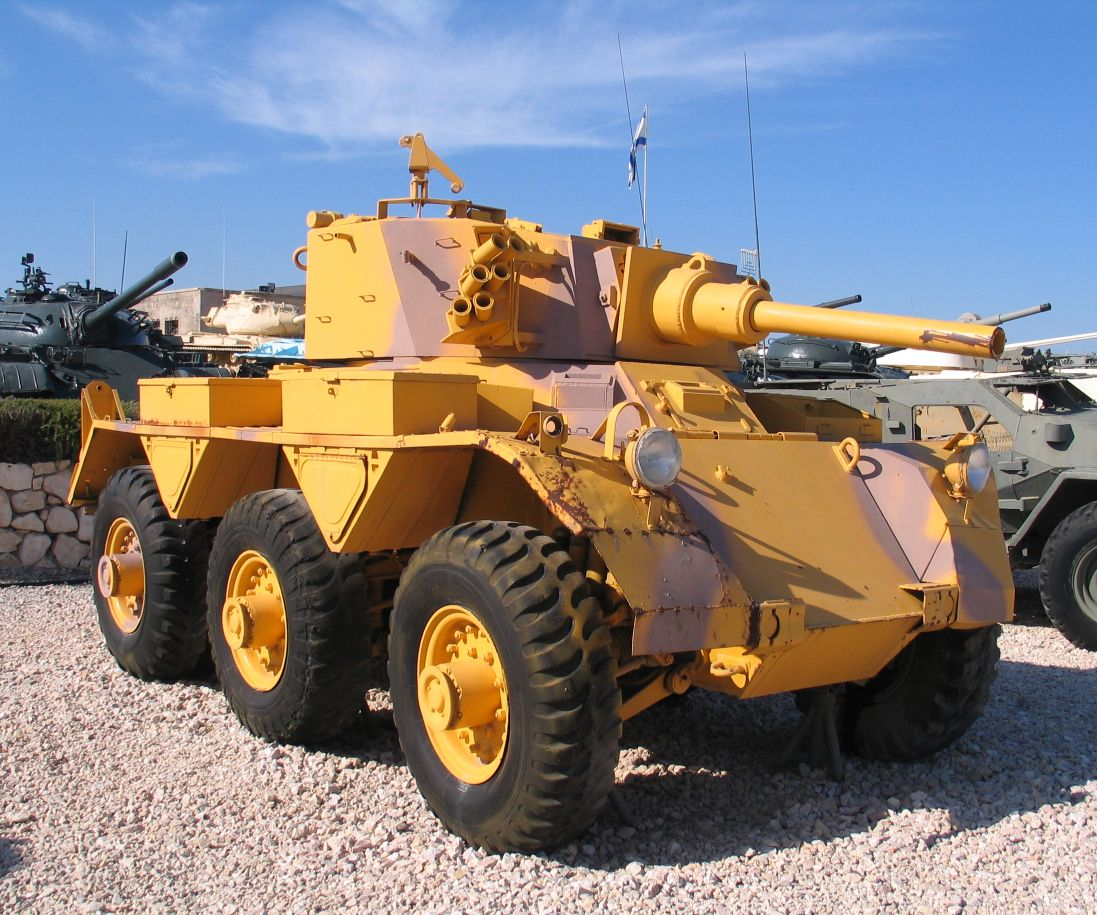
Carro armato leggero Saladin, simile a quelli tenuti operativi dalle FFAAH

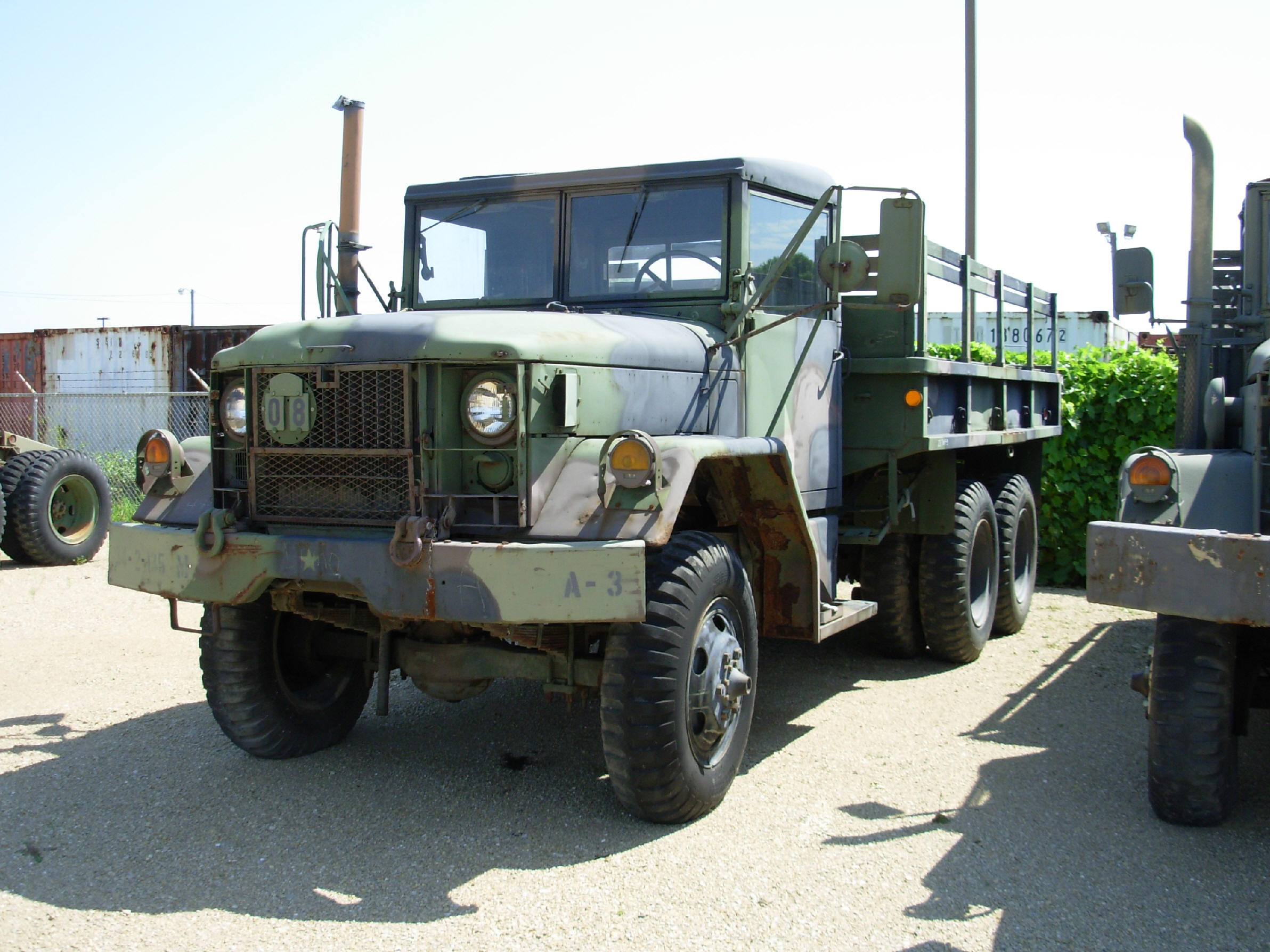
Mercedes Benz, M-35 di trasporto, simile a quelli tenuti operativi dalle FFAAH

### Inventario di veicoli di trasporto ed utilitari
- Mercedes Benz Serie L 4x4
- Humvee costruito in U.S.A.,
- Unimog costruito in Germania,
- M-151 costruito in U.S.A.,
- M151A1C costruito in U.S.A.,
- M 35 costruito in U.S.A.,
- Stallion costruito in India,
- Topchi costruito in India.
- Ford F-350.

## Inventario delle armi

### Pistole
- FN Browning GP-35 - calibro 9 mm.
- Beretta 92 - calibro 9 mm.
- Colt M1911 - calibro .45 ACP
- Glock - calibro 9 mm.
- SIG Sauer P228 - calibro 9 mm.

### Pistole mitragliatrici
- Uzi - calibro 9 mm.
- Heckler & Koch MP5 - calibro 9 mm.
- Ingram MAC-10 - calibro .45 ACP

### Fucili
- M16 (M16A1, M16A2)[11] - calibro 5,56 mm.
- M4 (M4A1)[12] - calibro 5,56 mm.
- FN FAL - calibro 7,62 mm.
- IMI Galil - calibro 5,56 mm.
- IWI Galil ACE (ACE 21) - calibro 5,56 mm.[13]
- IWI Tavor X95  - calibro 5,56 mm  (Utilizzato dalle forze speciali dell'Honduras)
- Beretta SC 70/90 - calibro 5,56 mm.

### Fucili di precisione
- Remington 700 - calibro 7,62 mm.
- M40 - calibro 7,62 mm.
- IMI Galil Sniper - calibro 7,62 mm.
- Barrett M82 - calibro 12,7 mm.

### Mitragliatrici
- FN Minimi - calibro 5,56 mm.
- FN MAG - calibro 7,62 mm.
- M60 - calibro 7,62 mm.
- Browning M2 - calibro 12,7 mm.
- Rheinmetall MG3[12] - calibro 7,62 mm. (montata sui veicoli FV601 Saladin)
- M249 SAW[12] - calibro 5,56 mm.

### Lanciarazzi/lanciagranate
- Carl Gustav M2[14]
- M72 LAW
- M203
- RPG-7

### Inventario dell'arma d'artiglieria

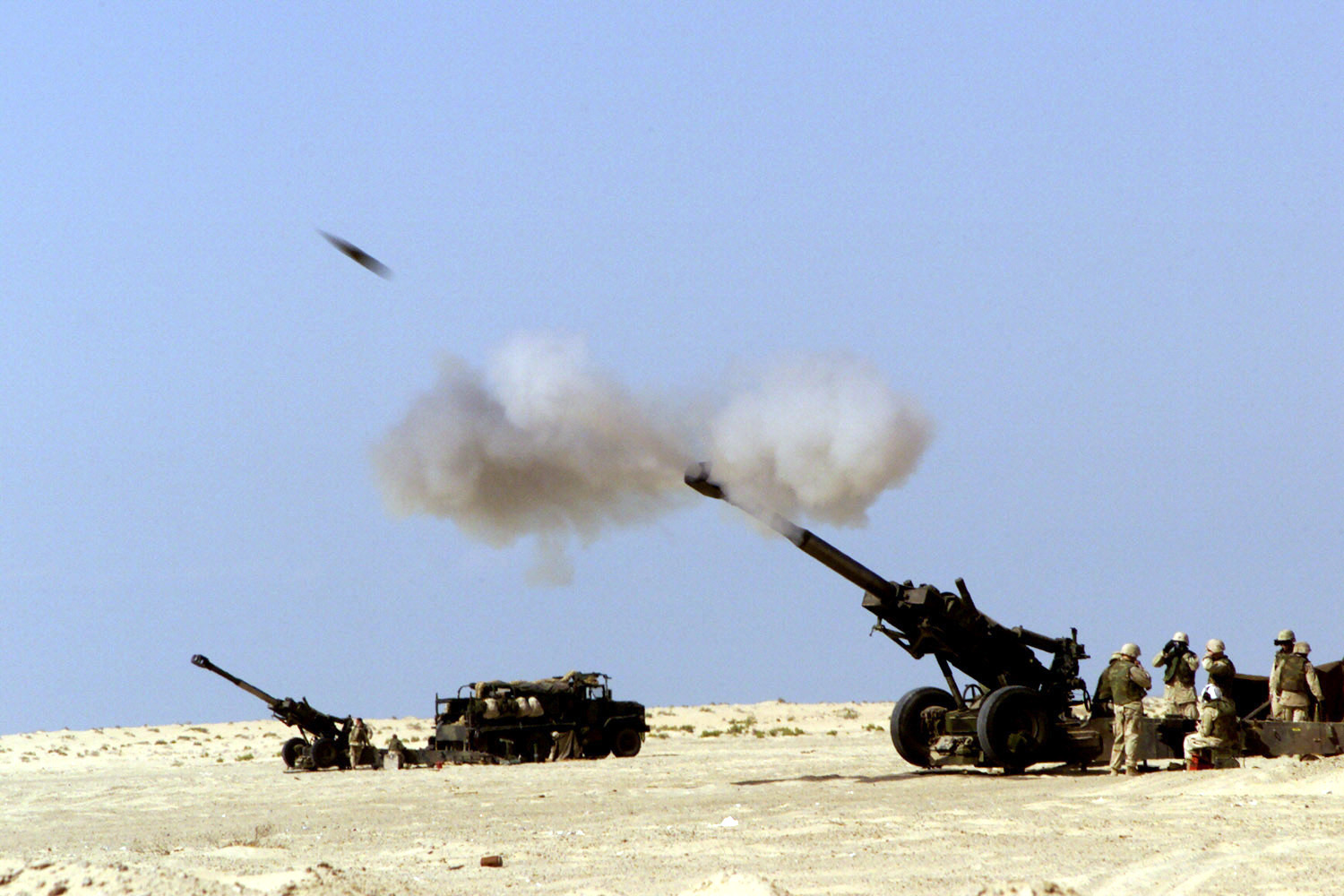
M198, simili a quelli tenuti operativi dalle forze armate

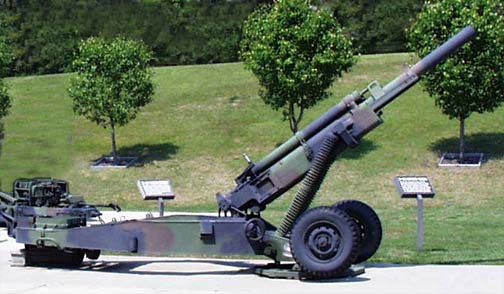
M102-105mm, simile a quelli tenuti operativi dalle FFAAH

- M102 - 24 unità.
- M101 - 4 unità
- M198 - 18 unità
- Soltam M-66 - 30 unità
- Soltam K6 - 20 unità
- FM-120[15] - 24 unità
- TCM-20 20 mm - 24 unità
- M55A2 24 mm - 80 unità

## Scuole militari

### Academia Militar de Honduras General Francisco Morazán
Venne fondata nel 1959 e prende il nome dal protagonista e eroe centroamericano generale Francisco Morazán Quezada, per sostituire l'ex Academia Militar en la Formación de oficiales Licenciados en Ciencias Militares, per le forze armate dell'Honduras. La loro scuola si trova nella città di Las Tapias, Dipartimento di Francisco Morazán, Honduras.

#### Academia Militar De Aviación Capitán Roberto Raúl Barahona Lagos
Nel 1931 venne fondata l'Aeronautica dell'Honduras e per questo scopo aprì le porte la Escuela Nacional de Aviación per i futuri piloti di aerei, poi nel 1941 il governo istituì l'Academia Militar De Aviación sempre con l'obiettivo di formare i piloti, ma stavolta per l'Aeronautica. L'accademia è responsabile di professionalizzare gli studenti graduandoli al grado di sottotenente e laureandoli in Scienze Aeronautiche, Tecniche in Aviazione con Diploma di Aviazione Meccanica.
L'Academia Militar De Aviación ha sede nella base aerea nella città di Tegucigalpa, M.D.C. Base Aérea Coronel Hernán Acosta Mejía a Toncontin, dove è il primo squadrone di difesa aerea.
Nella città di San Pedro Sula-La Lima, Cortés vi è la Base Aérea Coronel Armando Escalón Espinal;
La Base Aérea Coronel Héctor Caraccioli Moncada si trova nella città di La Ceiba, Atlantida e nel dipartimento di Comayagua vi è la Base Aérea Colonnello Jose Enrique Soto Cano o Palmerola", nei primi anni '80 venne creata una base militare per l'esercito dei Contras in Nicaragua e per la CIA nel Mosquitia, chiamata "El Aguacate" e agli inizi del XXI secolo verrà aperta una nuova base aerea nella provincia orientale di Gracias a Dios.

### Academia Naval de Honduras
La Marina dell'Honduras venne fondata nel 1976 avendo la sua sede nelle città costiere di La Ceiba, Atlantida e Puerto Cortes. Mentre l'Accademia Navale venne formalmente fondata nel 2000 nei locali dell'Academia Militar de Aviación a Palmerola, Comayagua, nel gennaio 2002 si trasferisce nella sede a La Ceiba, Atlantida, graduando in Alfiere di fregata e diplomando in scienza navale.

### Scuole di formazione militare
- Escuela de Aplicación para Oficiales del Ejercito
- Escuela de Artillería
- Escuela de Comunicaciones

#### Liceo Militar del Norte
Fondato nel 1983 come centro accademico per l'addestramento militare. Il Liceo è rivolto a diplomare giovani civili in ufficiali sottotenenti della riserva per le Forze Armate dell'Honduras e per proseguire nelle varie professioni che il Paese richiede. Nel 1994 si trasforma in una scuola mista.

#### Escuela de Suboficiales de Honduras
Era denominata Escuela para Aplicación para Oficiales del Ejército ed era situata nella Caserma San Francisco nella città di Tegucigalpa, M.D.C.

#### Universidad de Defensa de Honduras
Venne creata l'11 ottobre 2005, mediante l'Accordo Nº 1469-186-2005 emanato dal Consiglio di Educazione Superiore, l'università è una dipendenza del Ministero della Difesa e assegnata alle Forze Armate dell'Honduras, la sua scuola si trova nella città di Tegucigalpa, M.D.C. ed è stata fondata per continuare gli studi degli ufficiali di tutte le armi delle forze armate.

## Eroi
- Cacique Lempira
- Generale Francisco Morazán Quesada
- Generale José Trinidad Cabañas
- Generale Florencio Xatruch
- Colonnello dell'aviazione Fernando Soto Henríquez
- Colonnello di fanteria José Matías Hernández García.

## Guerre federali
- “Battaglia di La Trinidad” (11 novembre 1827)
- “San Salvador” (ottobre 1838)
- “Las Charcas” (1838)
- “Battaglia dello Spirito Santo” (5 e 6 aprile 1839)
- “Battaglia di San Pedro Perulapán” (25 settembre 1839)
- “La Soledad” (13 novembre 1839)
- “Llanos de El Potrero” (31 gennaio 1840)
- "Battaglia di La Arada" (2 febbraio 1851)
- Contro il bandito William Walker (1860)

## Guerre civili
- Guerra de los Padres
- Guerra di Olancho
- Conflitto armato in Honduras del 1907
- Prima guerra civile honduregna o "Revolución del 19" (1919)
- Seconda guerra civile honduregna o "Revolución Reivindicatoria" (1924)
- Rivolta armata in Honduras del 1924
- Terza guerra civile honduregna o "Revolución de los Traidores" (1931)

## Guerre internazionali
- El Salvador-Honduras “Combate del Obrajuelo” (1845)
- Guatemala-Honduras (1850-1853)
- Guerra nazionale del Nicaragua (1856)
- El Salvador/Honduras-Nicaragua Battaglia di Namasigüe (1907)
- El Salvador-Honduras (1969) Guerra del calcio

## Guerre Mondiali
- Seconda guerra mondiale

## Missioni di pace
- Repubblica Dominicana (1965)
- Haiti (1995)
- Sahara Occidentale (Marocco) (1998)
- (Batallón Xatruch), Iraq (2003)